# Johann Valentin Pietsch
Johann Valentin Pietsch (* 23. Juni 1690 in Königsberg i. Pr.; † 29. Juli 1733 ebenda) war ein deutscher Arzt und Dichter.

## Leben
Pietsch studierte an der Albertus-Universität Königsberg und der Brandenburgischen Universität Frankfurt Medizin. In Frankfurt wurde er 1713 zum Doktor der Medizin promoviert. In seine Heimat zurückgekehrt, erlangte er als Anerkennung für das ursprünglich anonym veröffentlichte Gedicht über Eugen von Savoyen und den Großen Türkenkrieg die Professur der Poesie an der Albertus-Universität und die Würde eines Magisters der Philosophie. Unter dem Soldatenkönig wurde er 1719 Hofrat, Leibmedicus und Oberlandphysicus.
Freundschaftlich verbunden war er mit Benjamin Neukirch, Johann von Besser und besonders Johann Christoph Gottsched, der in Pietsch seinen früheren Lehrer schützte. Pietschs Dichtungen sind zumeist aus Anlass verschiedener Zeit- und Hofereignisse geschrieben. Sein Amt verpflichtete ihn, den Krönungstag des Königs und das Geburtsfest der Königin poetisch zu feiern. Auch die Geburt eines Prinzen, Hochzeiten und Leichenbegängnisse hoher Gönner oder befreundeter Königsberger Familien stellten ihn vor lyrische Aufgaben. Im Gegensatz zur „italienischen Schreibart“ der Zweiten Schlesischen Schule ist „seine poetische Ausdrucksweise frei von Bilderwulst und zusammengebettelten Prunkworten, vom Schwelgen in Blut und Greuel, dagegen nüchtern und trocken wie Friedrich Rudolph Ludwig von Canitz, Besser und Johann Ulrich von König.“ Das Gedicht zum 44. Geburtstag von Friedrich Wilhelm I. und das Vermählungslied für Friedrich II. (Juni 1733) fanden kaum Widerhall. Pietschs Lyrik, die aus dem Rahmen von Helden-, Staats-, Trauer- und Vermählungsgedichten fällt, lässt Einflüsse von Horaz und Nicolas Boileau erkennen. In seinen geistlichen Gedichten verband er Elemente von Kantaten, Arien, Rezitativen und Chorälen zu einer neuen Art von Oratorientexten.

„Alle diese Staats- und Heldengedichte nehmen einen Anlauf zum Fluge und bleiben niedergedrückt von Langeweile und Nüchternheit auf der Erde.“

## Werke
- Ueber den ungarischen Feldzug des Prinzen Eugen
- Karl des Sechsten im Jahre 1717 erfochtener Sieg über die Türcken, Gedicht
- Ausführliche Abbildung aller Leidens-Marten und Todes-Qualen JEsu Christi des Erlösers der Welt, geistliches Gedicht
- De impedito medicinae progressu